# Beauchalot
Beauchalot este o comună în departamentul Haute-Garonne din sudul Franței. În 2009 avea o populație de 500 de locuitori.

## Evoluția populației
| An        | 1975 | 1982 | 1990 | 1999 | 2006 | 2009 |
| --------- | ---- | ---- | ---- | ---- | ---- | ---- |
| Populație | 342  | 350  | 380  | 390  | 452  | 500  |